# Mehdi Meriamine
Mehdi Meriamine est le nom d'écrivain de Kamel Benadda. Il est né en 1955 à Béni Saf, Algérie. Il a obtenu son baccalauréat en sciences expérimentales à l'école des cadets de la révolution de Koléa en 1974. En 2004, il fait une entrée remarquée dans le journalisme dans deux quotidiens régionaux de l'ouest algérien dans lesquels il anime des chroniques de politique nationale et internationale ainsi que celles relatives à l'actualité algérienne.
Mehdi Meriamine a été lauréat du "Prix Apulée du Meilleur Premier roman 2004" institué pour sa première édition. Le prix Apulée a été institué en 2004 et récompense la meilleure œuvre écrite dans les trois langues (arabe, amazigh et français) à condition qu'il s'agisse du premier roman et que ce dernier soit écrit au cours de la même année où le prix est décerné.
Meriamine a reçu le Prix Apulée pour son roman De l'autre côté de la vie publié aux Editions Dar El Gharb, en 2004. En 2005, Meriamine a présenté son second roman La Maïtresse du Diable au Salon international du livre (SILA) qui s'est tenu à Alger. En 2006, il a publié À la recherche de Fatma aux Editions Dar El Adib.